# Entreprise ferroviaire
 (avril 2019).
Une entreprise ferroviaire est une société prestataire de service qui assure des services de transport de personnes ou de marchandises sur un réseau ferroviaire.
Lorsqu'elle est également gestionnaire d'infrastructure ferroviaire, on parle d'entreprise ferroviaire intégrée.

## Structure et réglementation
Les entreprises ferroviaires, peuvent assurer des services sous différentes marques commerciales ou assurer la traction de trains d'autres entreprises. Le réseau ferré de certains pays comme la France et la Russie sont opérés par une compagnie nationale, qui a à la fois un rôle d'opérateur et de gestionnaire d'infrastructure ferroviaire à l'échelle nationale (SNCF, Compagnie des chemins de fer russes, etc.). À l'inverse, certains pays tels que le Royaume-Uni ou les États-Unis possèdent des compagnies ferroviaires opérant chacune une ou plusieurs lignes ou des concessions ferroviaires.
Plus spécifiquement dans l'Union européenne et notamment en France, une entreprise ferroviaire, doit :
- sur le plan réglementaire, être titulaire : 
  - d'une licence d'entreprise ferroviaire, délivrée par les autorités du pays dans lequel se trouve le réseau exploité,
  - d'un certificat de sécurité, délivré par une Autorité nationale de sécurité d'un État membre de l'Union européenne, qui atteste la capacité de cette entreprise à manager la sécurité. Cette Autorité est l'EPSF pour la France.
- sur le plan technique, elle doit disposer de locomotives et de matériel remorqué (voitures, wagons), qu'elle peut éventuellement louer sur le marché, et disposer de sillons horaires, c'est-à-dire de créneaux horaires de circulation, qui lui sont attribués par le gestionnaire d'infrastructure en contrepartie de redevances.

Ces dispositions, qui découlent des directives européennes s'appliquent au réseau ferré national géré par SNCF Réseau, et à d'autres réseaux ferroviaires, mais pas aux réseaux locaux de métro et de tramways, notamment le réseau de la RATP.

## Entreprises ferroviaires
En Europe, il existe plus de 1 000 entreprises ferroviaires identifiées par l'Union internationale des chemins de fer (UIC) et l'Organisation pour la Coopération des Chemins de Fer (OSJD).
Les principales entreprises ferroviaires de transport de voyageurs sont la SNCF, la SNCB, la DB, Trenitalia, les NS, Amtrak, Canadien National, First Group, la Compagnie des chemins de fer russes, China Railway Corporation, Japan Railways, etc.

### En France

#### Pour les services de transport de voyageurs
Le tableau suivant comprend l'ensemble des entreprises ferroviaires et des marques commerciales de transport de voyageurs opérant sur le réseau ferré national français.
| Code RICS           | Entreprise ferroviaire                                              | Marques commerciales                                                     |
| ------------------- | ------------------------------------------------------------------- | ------------------------------------------------------------------------ |
| 0014                | Compagnie internationale des wagons-lits                            |                                                                          |
| 0018 0019 3018 5047 | Eurostar Group (Thalys International et Eurostar International Ltd) | Eurostar                                                                 |
| 0069                | Getlink                                                             | Eurotunnel Le Shuttle                                                    |
| 1071 1171           | Renfe                                                               | AVE                                                                      |
| 1080                | DB                                                                  | ICE                                                                      |
| 1088                | SNCB                                                                | Ouigo Train Classique                                                    |
| 1187                | SNCF Voyageurs                                                      | TGV inOui, Intercités, TER, Transilien, Lyria, Ouigo                     |
| 3216                | Trenitalia France                                                   | Frecciarossa                                                             |
|                     | Keolis pour SNCF                                                    | Chemin de fer du Blanc-Argent                                            |
|                     | Transdev Rail pour SNCF                                             | lignes TER Carhaix – Guingamp et Guingamp – Paimpol                      |
| 5088                | Oslo                                                                | Ouigo Train Classique                                                    |
| 5111                | SNCF Voyageurs Sud Azur (SVSA)                                      | TER Zou ! (lignes autour de Nice)                                        |
| 5235                | SNCF Voyageurs Étoile d'Amiens (SVEA)                               | TER Hauts-de-France (lignes dites de l'étoile d'Amiens)                  |
| 5238                | Le Train                                                            | (service commercial en projet)                                           |
| 5241                | Transdev Rail Sud Inter-métropoles (TRSI)                           | TER Zou ! ligne régionale Marseille – Nice                               |
| 5270                | SNCF Voyageurs Loire Océan (SVLO)                                   | Aléop en TER (lignes T1 et T2)                                           |
| 5405                | Stretto                                                             | tramway d'Île-de-France (lignes T4, T11 et T14)                          |
| 5476                | Venice Simplon-Orient-Express (VSOE)                                | Venice Simplon-Orient-Express                                            |
| 5547                | RATP Cap Arc Sud et Ouest (RC ASO)                                  | tramway d'Île-de-France (lignes T12 et T13, en 2025)                     |
| 5633                | SNCF Voyageurs Océans (IC Océans)                                   | Intercités Nantes-Lyon et Nantes-Bordeaux (à partir du 1er janvier 2027) |
| 5653                | Hello Paris Services (HPS)                                          | CDG Express (à partir du 28 mars 2027)                                   |

#### Pour le fret
Les entreprises ferroviaires de fret sont généralement des filiales spécialisées d'autres entreprises ferroviaires. Le concept d'opérateur ferroviaire de proximité, suivant le modèle des shortliners anglo-saxons, se développent depuis le début des années 2010. Ce sont de petites entreprises ferroviaires exploitant des marchés de wagons isolés pour des dessertes locales ou portuaires.
| Code RICS | Entreprise ferroviaire                      | Maison-mère                   | Spécificités                                                     |
| --------- | ------------------------------------------- | ----------------------------- | ---------------------------------------------------------------- |
| 1071 2171 | Renfe                                       |                               |                                                                  |
| 2182      | CFL Cargo France                            | CFL                           |                                                                  |
| 2183      | Mercitalia                                  | Ferrovie dello Stato Italiane | Transport fret entre la gare de Modane et la frontière italienne |
| 2187      | Fret SNCF                                   | SNCF                          |                                                                  |
| 2188      | Lineas                                      | Lineas                        |                                                                  |
| 3143      | Europorte                                   | Getlink                       | Reprise des activités françaises de Veolia Cargo                 |
| 3187      | DB Cargo France                             | DB                            |                                                                  |
| 3203      | Crossrail Benelux                           | Crossrail                     |                                                                  |
| 3233      | Captrain France                             | SNCF                          |                                                                  |
| 3237      | Ermewa                                      |                               | entreprise de location de wagons                                 |
| 3242      | Colas Rail                                  | Colas, Bouygues               | entreprise de travaux ferroviaires                               |
| 3340      | CFR                                         |                               | opérateur ferroviaire de proximité                               |
| 3398      | RegioRail France SAS                        |                               |                                                                  |
| 3406      | Grand port maritime de Rouen                |                               |                                                                  |
| 3412      | Grand port maritime de Bordeaux             |                               |                                                                  |
| 3413      | Grand port maritime de Marseille            |                               |                                                                  |
| 3422      | Grand port maritime du Havre                |                               |                                                                  |
| 3430      | Eiffage Rail Express SAS                    |                               |                                                                  |
| 3435      | ETF Services                                | Eurovia, Vinci                | entreprise de travaux ferroviaires                               |
| 3444      | Grand port maritime de Dunkerque            |                               |                                                                  |
| 3481      | Port autonome de Strasbourg                 |                               |                                                                  |
| 3503      | Naviland Cargo                              | SNCF                          |                                                                  |
| 3505      | Grand port maritime de Nantes-Saint-Nazaire |                               |                                                                  |
| 3507      | Grand port maritime de La Rochelle          |                               | opérateur ferroviaire de proximité                               |
| 3511      | Ports de Paris                              |                               |                                                                  |
| 3554      | Millet                                      |                               | transport de céréales                                            |
| 3556      | Ecorail Transport                           | Captrain France (groupe SNCF) |                                                                  |
| 3605      | ETMF Transport                              | ESIFER                        |                                                                  |
| 3739      | Trackfer                                    |                               | Acheminements de matériel roulant neuf et travaux                |
| 3931      | Ferovergne                                  | Groupe Combronde              |                                                                  |
| 4235      | Arcelor Atlantique et Lorraine              |                               | Sidérurgie                                                       |
| 4238      | Ciments Calcia                              |                               | Ciments                                                          |
| 4239      | Cargill                                     |                               | Agroalimentaire                                                  |
| 4275      | TPCF                                        |                               | opérateur ferroviaire de proximité                               |
| 4276      | TSO                                         |                               | entreprise de travaux ferroviaires                               |
|           | Agénia                                      | Egénie                        | opérateur ferroviaire de proximité                               |